# Битка код Маћејовица
Битка код Маћејовица вођена је 10. октобра 1794. године између устаничке војске Тадеуша Кошћушка са једне и руско-пруске војске са друге стране. Део је Кошћушковог устанка, а завршена је руском победом.

## Битка
Вештим маневром, генерал Иван Ферзен са око 16.000 људи прелази 4. октобра на десну обалу Висле. Кошћушко му је 6. октобра са око 7000 људи пошао у сусрет и заузео положај код замка Маћејовице. Ферзен га је напао 10. октобра и обухватио му оба крила. После огорчене борбе, пољске снаге су преполовљене и збијене на мали простор. Кошћушко је и сам био тешко рањен и са штабом и 2000 људи заробљен. Разбијени остаци њихових снага су умакли. Пораз устаника код Маћејовица био је прекретница устанка. Руси су имали преко 1000 погинулих и рањених.